# Claire Liu
Claire Liu (født 25. maj 2000 i Thousand Oaks, Californien, USA) er en professionel tennisspiller fra USA.